# Metropolia Libertyville i Chicago
Metropolia Libertyville i Chicago – administratura Serbskiego Kościoła Prawosławnego, funkcjonująca w latach 2009–2011. 

## Historia
Metropolia została erygowana w 2009. Siedzibą jej ordynariusza był monaster św. Sawy w Libertyville k. Chicago. Metropolicie bezpośrednio podlegały wymieniony monaster oraz parafia w Chicago z czterema cerkwiami. Równocześnie metropolita był przewodniczącym rady biskupów Serbskiego Kościoła Prawosławnego w Ameryce Północnej i Południowej i nadzorował wszystkie prawosławne eparchie Serbskiego Kościoła Prawosławnego na kontynencie amerykańskim. W 2011, w ramach reorganizacji struktur Kościoła w regionie, metropolia została zlikwidowana.